# Campionat britànic de trial 2009
La temporada de 2009 del Campionat britànic de trial fou la 59a edició d'aquest campionat, organitzat per l'ACU. El calendari oficial constava de 8 proves puntuables.

## Classificació final
| Posició | Pilot          | Motocicleta | Punts |
| ------- | -------------- | ----------- | ----- |
| 1       | James Dabill   | Gas Gas     | 150   |
| 2       | Michael Brown  | Sherco      | 135   |
| 3       | Alexz Wigg     | Beta        | 117   |
| 4       | Jack Challoner | Beta        | 84    |
| 5       | Sam Haslam     | Gas Gas     | 83    |
| 6       | Ross Danby     | Gas Gas     | 78    |
| 7       | George Morton  | Beta        | 72    |
| 8       | Craig Robinson | Gas Gas     | 59    |
| 9       | Shaun Morris   | Beta        | 52    |
| 10      | Dougie Lampkin | Beta        | 34    |